# 吉野町 (徳島県)
吉野町（よしのちょう）は、徳島県板野郡にあった町である。2005年4月1日、市場町・阿波町・土成町と合併して阿波市になった。
かつての町域は阿波市吉野町柿原・吉野町西条・吉野町五条となっている。

## 地理
町には山がないが、北の讃岐山脈を望むことができる。讃岐山脈から流れ出る宮川内谷川の扇状地となっている。
- 河川：吉野川、宮川内谷川

### 隣接していた自治体
- 吉野川市
- 板野郡 上板町、土成町

## 歴史
- 1957年（昭和32年）3月31日 - 一条町および阿波郡柿島村の一部（大字柿原）が合併して吉野町が発足。
- 2005年（平成17年）4月1日 - 土成町・阿波郡市場町・阿波町と合併して阿波市が発足。同日吉野町廃止。

## 教育

### 高等学校
- 徳島県立阿波高等学校

### 中学校
- 阿波市立吉野中学校（旧：吉野町立吉野中学校）

### 小学校
- 阿波市立一条小学校（旧：吉野町立一条小学校）
- 阿波市立柿原小学校（旧：吉野町立柿原小学校）

### その他
- 阿北ドライビングスクール

## 交通

### 鉄道
町内に鉄道は通っていなかった。最寄りの駅は吉野川市（旧鴨島町）のJR徳島線鴨島駅。

### 道路
- 一般国道
  - 国道318号
- 県道
  - 徳島県道12号鳴門池田線
  - 徳島県道14号松茂吉野線
  - 徳島県道15号徳島吉野線
  - 徳島県道137号土成徳島線
  - 徳島県道235号宮川内牛島停車場線

## 観光地

### 名所
- 柿原堰
- 吉野ウォーターパーク
- 西条大橋

### 社寺・史跡
- 案内神社
- 一條神社
- 十二柱神社
- 薬師寺
- 西条城跡（阿波九城）